# 耳の穴かっぽじって聞け!
『耳の穴かっぽじって聞け!』（みみのあなかっぽじってきけ）は、2024年4月3日（2日深夜）からテレビ朝日で放送されているバラエティ番組。
当初は『バラバラ大作戦』火曜第3部の番組として放送を開始し、2025年4月より同枠の月曜第1部に移動した。
2025年2月17日、MCの1人である久保田の出演見合わせをテレビ朝日が発表。同月19日（18日深夜）は放送を休止し同月26日（25日深夜）放送分より出演見合わせとなったが、同年4月29日（28日深夜）放送分より出演を再開した。

## 出演者
- 井口浩之（ウエストランド）
- 久保田かずのぶ（とろサーモン）[注 1]

## 放送リスト
| 回  | 放送日  | テーマ | 脚注 |
| --- | ------- | --- | ---- |
| #1  | 4月3日  | 解散した芸人の本音 |      |
| #2  | 4月10日 | 若手芸人が普段言えない本音 |      |
| #3  | 4月17日 | 文春砲の裏側～命の危険を感じた瞬間～                                                                                            |      |
| #4  | 4月24日 | プラス・マイナス解散の真相 |      |
| #5  | 5月1日  | 【完結編】プラス・マイナス解散の真相…兼光本人に電話！                                                                           |      |
| #6  | 5月8日  | 【久保田が涙…】R-1王者 街裏ぴんく妻からの手紙に一同感動！                                                                       |      |
| #7  | 5月15日 | バラエティ高齢化問題を本音で斬る！イジられる芸人に必要な条件とは？                                                              |      |
| #8  | 5月22日 | 下ネタで世に出た芸人 紺野ぶるまの本音とは？                                                                                     |      |
| #9  | 5月29日 | 【暴走】ウエストランド河本 飲酒トラブル…井口の本音は？とろサーモン久保田が噛みつく！                                            |      |
| #10 | 6月5日  | 【テレビ論】とろサーモン久保田×ウエストランド井口×濱田祐太郎、毒舌王者3人が本音で斬り込む！バラエティ番組に多様性はある？       |      |
| #11 | 6月12日 | テレビなんて演技！噛みつき芸は限界！とろサーモン久保田×ウエストランド井口が“配信王 永野”の本音に迫る                            |      |
| #12 | 6月19日 | 【M-1王者×THE SECOND】とろサーモン久保田×ウエストランド井口と振り返る！決勝で夢破れたファイナリストの日記                       |      |
| #13 | 6月26日 | 【激怒】とろサーモン久保田×ウエストランド井口が「世間の本音」をぶった斬る！～仕事編～                                           |      |
| #14 | 7月3日  | 【禁断】石塚英彦が初告白！ホンジャマカの今後は？グルメロケ飽きた？全て本音で答える！！ 久保田と井口が驚愕…                      |      |
| #15 | 7月10日 | 【初告白】芸能界一本音が見えないコウメ太夫…久保田×井口が斬り込む！雑なイジりに不満は？後輩に嫉妬する？エンタの神様裏話も！      |      |
| #16 | 7月17日 | 【業界大注目】はるかぜに告ぐとんず激白！芸歴1年目でTHE W決勝に進んだゆえの苦悩とは？久保田＆井口、M-1王者の1年目は？            |      |
| #17 | 7月24日 | 呂布カルマにMCドン引き…「人間は死ななくなる」その真意は？不死の時代が来たら“お笑い”は不要？久保田＆井口が真剣回答               |      |
| #18 | 8月7日  | 【暴露】ガチで惚れた芸人は？メイクさんが「芸人の裏エピソード」を告白！！ まさかの結果に久保田＆井口が爆笑！                     |      |
| #19 | 8月14日 | 【許せない】とろサーモン久保田×ウエストランド井口がSNS誹謗中傷問題に斬り込む！「悪口を言われる芸人」が本音を激白！              |      |
| #20 | 8月21日 | 【壮絶人生】菅田将暉の弟ゆえの苦悩とは？今話題のアーティスト「こっちのけんと」が初告白！ブレイクまでの軌跡に迫る！              |      |
| #21 | 8月28日 | 【令和お笑い論】とろサーモン久保田×ウエストランド井口が語り尽くす！トランスジェンダー芸人「風刺ネタどうすれば笑ってもらえる？」 |      |
| #22 | 9月4日  | 【東京は地獄】とろサーモン久保田×ウエストランド井口、芸人引退と地方移住論を語る！収録で“実力の差”を感じたモンスター芸人とは？   |      |

## ネット局と放送時間
| 放送対象地域 | 放送局           | 系列           | 放送日時                                                    | ネット状況 | 備考 |
| ------------ | ---------------- | -------------- | ----------------------------------------------------------- | ---------- | ---- |
| 関東広域圏   | テレビ朝日（EX） | テレビ朝日系列 | 水曜 2:34 - 2:54（火曜深夜） ↓ 火曜 1:58 - 2:17（月曜深夜） | 制作局     |      |

過去のネット局
- 沖縄県・琉球朝日放送（QAB、テレビ朝日系列）[8]

## スタッフ
- ナレーター：桜葉ハグ、大西洋平
- 構成：羽柴拓、大平将貴
- カメラ：後藤俊輔
- 音声：林侑希
- 編集：ばる
- MA・音効：西島弘晃
- 編成：米川宝
- 宣伝：津久井美樹
- デスク：浅倉きよみ
- アートディレクション：香川凌也
- 技術協力：戯音工房
- 制作協力：花組
- 制作スタッフ：吉田魁童、迫田佳香、小柳聖来
- AP：田畑真帆、岩田真奈
- ディレクター：甲斐将之、上原翔
- 演出：岩崎海十
- プロデューサー：山田健史、荻野健太郎（荻野→2024年7月24日 - ）、乾弘明・ミンジ（花組）
- ゼネラルプロデューサー：丹羽敦子（2024年7月24日 - ）
- 制作：テレビ朝日ビジネスソリューション本部コンテンツ編成局第2制作部
- 制作著作：テレビ朝日

### 過去のスタッフ
- MA：加藤駿
- 音効：板井基至
- 編成：三浦靖雄
- 制作スタッフ：西村紗弥子